# اس‌ام یو-۱۵۳
اس‌ام یو-۱۵۳ (به انگلیسی: SM U-153) یک زیردریایی بود که طول آن ۶۵ متر (۲۱۳ فوت) بود. این زیردریایی در سال ۱۹۱۷ ساخته شد.